# Кинчхого
Кинчхого (кор. 계왕, 契王, Gye-wang, Kye-wang) — корейський ван, тринадцятий правитель держави Пекче періоду Трьох держав.

## Походження
Був другим сином вана Пірю. Зійшов на трон після смерті вана Кє. Його правління було ознаменовано завершенням боротьби за владу між двома родинами — на престол повернулась гілка нащадків засновника держави, вана Чхого.

## Правління
Столицею Пекче за правління Кинчхого стало місто Хансан, що нині є частиною Сеула.
Був войовничим правителем. В результаті низки військових походів ван значно розширив свої володіння. 369 року Пекче зазнала нападу з боку правителя Когурьо Когуквона. Останній зупинився у Чхіяні, здійснюючи звідти набіги та грабуючи місцеве населення. Втім ван Кинчхого, таємно відрядивши загін на чолі зі своїм спадкоємцем, майбутнім ваном Кингусу, зумів розити військо Когурьо. В полон було взято 5 тисяч когурьосців.
Відбивши напад Когурьо, Кинчхого зумів нав'язати свою політику сусіднім племінним союзам, зробивши Пекче торговим лідером у регіоні. Такі позиції призвели до початку занепаду держави Кимгван Кая.
371 року Кинчхого вирішив завдати удару у відповідь, вторгнувшись до володінь свого головного конкурента, Когурьо, і здобув значну перемогу. Діставшись на чолі 30-тисяного війська району сучасного Пхеньяна, він розбив армію Когурьо, в тій битві також загинув і ван Когуквон. Результатом того походу стало те, що Пекче не лише затвердилась у статусі наймогутнішої держави півострова, але й зуміла захопити значну частину території колишнього китайського округу Дайфан (сучасна провінція Хванхе). Таким чином корейська держава почала переймати китайську культуру, чому сприяло також встановлення 372 року тісних відносин із південнокитайською династією Східна Цзінь.